# José Severino Croatto
José Severino Croatto (* 19. März 1930 in Sampacho (Córdoba); † 26. April 2004) war ein argentinischer Alttestamentler und Befreiungstheologe.

## Leben
José Severino Croatto wurde als achtes von zehn Kindern einer eingewanderten Familie von italienischen Landwirten geboren. Sein streng katholischer Vater sah für drei seiner Söhne, darunter auch José Severino, die Priesterlaufbahn vor.
Von 1948 bis 1953 studierte er katholische Theologie am Seminar der Vinzentiner in Escobar (Gran Buenos Aires). 1954 erlangte er einen B. A. in Theologie an der Universidad Católica Argentina (UCA); 1957 einen M. A. in Bibelwissenschaft am Päpstlichen Bibelinstitut in Rom. Anschließend absolvierte er ein Postgraduiertenstudium an der Hebräischen Universität in Jerusalem. Archäologische Forschungen führten ihn unter anderem nach Griechenland, in die Türkei und den Nahen Osten. Insbesondere nahm er an der Seite von Yohanan Aharoni und George Ernest Wright an Ausgrabungen in Jerusalem (1961) und Gezer (1965) teil.
In Argentinien lehrte er Altes Testament am jesuitischen Colegio Máximo in San Miguel (1962–1964) und Religionsgeschichte an der Universität von Buenos Aires (1964–1973). 1974 nahm er eine Gastdozentur an der Universidad Nacional de Salta (UNSa) an, die er allerdings noch im gleichen Jahr – im Zuge ideologischer Säuberungen an den staatlichen Universitäten, die der peronistische Bildungsminister Oscar Ivanissevich durchführen ließ – wieder aufgeben musste.
Croatto trat daraufhin im April 1975 eine Professur für Altes Testament am Instituto Superior Evangélico de Estudios Teológicos (ISEDET) in Buenos Aires an, die er bis zu seiner Emeritierung 1995 innehatte. Croatto war der erste katholische Theologe am ISEDET, einer Ausbildungsstätte für protestantische Pastoren. Sie wurde zu seiner Hauptwirkungsstätte. Bereits vor Antritt der Professur hatte er über die Sociedad Argentina de Profesores de Sagradas Escrituras (SAPSE) ökumenische Kontakte gepflegt: Croatto war Mitbegründer dieser ursprünglich katholischen Gesellschaft argentinischer Bibelwissenschaftler, die sich 1968 für protestantische Exegeten geöffnet hatte. Im Laufe seiner Lehrtätigkeit am ISEDET gab Croatto das Priesteramt auf, um zu heiraten.
Severino Croatto lehrte in Buenos Aires außerdem vergleichende Religionswissenschaft an der Universidad Maimónides (1994–1996), Religionsgeschichte an der Academia del Sur (1996–2004) und – als erster christlicher Theologe – christliche Weltanschauung und biblische Exegese am Rabbinerseminar Seminario Rabínico Latinoamericano Marshall T. Meyer (1997–2004). Er veröffentlichte über zwanzig Bücher und verfasste zahlreiche Beiträge in Fachzeitschriften. Daneben war er für die Bewegung Lectura Popular de la Biblia en América Latina tätig, die sich für befreiungstheologische Bibellektüre in Basisgemeinden einsetzt. Ein Leitmotiv seiner wissenschaftlichen Arbeit und ein großes Anliegen seiner außeruniversitären Seminare und Kurse zur Auslegung der Bibel war die biblische Grundlegung der Befreiungstheologie. Es sei unzureichend, dass sich die Exegese seiner Zeit (in den 1970er Jahren und zu Beginn der 1980er Jahre) fast ausschließlich mit der Genese und Geschichte der biblischen Texte befasse und kaum damit, wie diese vergegenwärtigt werden können. Stattdessen gehe es darum, den biblischen Text als „Botschaft“ für das Handeln der Christen heute zu lesen und die gegenwärtige Praxis in das Verständnis des biblischen Textes einfließen zu lassen.

## Werk
Severino Croatto war Experte für semitische Sprachen. Als er bei Antritt seiner Studien am Päpstlichen Bibelinstitut zu Semesterbeginn verhindert war, schickte er dem Rektor ein Entschuldigungsschreiben in hebräischer Sprache. Croatto hatte schon als Jugendlicher ein ausgeprägtes philologisches Interesse bekundet: Mit zwölf Jahren hatte er begonnen, Latein zu lernen, mit dreizehn Jahren Altgriechisch und mit siebzehn biblisches Hebräisch.
Croattos Theologie lässt sich in drei Phasen einteilen: In seiner Frühzeit war er von einem heilsgeschichtlichen Ansatz im Sinne Gerhard von Rads und seiner Schule geprägt. In einer mittleren Phase sah er die biblischen Schriften von einem im Exodusmotiv konkretisierten hermeneutischen Prinzip, welches die Befreiung des Gottesvolks zum Inhalt hat, geprägt. Laut Croattos Arbeiten in dieser Phase ziehen sich Befreiungserfahrungen wie ein Leitfaden durch die biblischen Texte, die auf diese Weise innerlich verbunden sind. In seinem Spätwerk setzte Croatto sich verstärkt mit Religionsphänomenologie auseinander, wodurch er sich von der Frage nach einem die biblischen Schriften vereinheitlichenden Prinzip entfernte.
Stattdessen ging Croatto nun – beeinflusst von Paul Ricœur und Mircea Eliade – von einem grundsätzlichen (auch innerbiblisch vorhandenen) religiösen Pluralismus aus, der allerdings in einer gemeinsamen religiösen „Erfahrung des Heiligen“ wurzelt. In diesem Zusammenhang entwickelte Croatto Ansätze zu einer eigenen Symbol- und Mythentheorie, der zufolge Mythen nicht, wie häufig angenommen, erklärende Ursprungserzählungen mit Orientierungsfunktion sind. Croatto zufolge „erklären“ Mythen nichts, sondern stellen einen sozialen oder politischen Zusammenhang erzählerisch dar, der zum Entstehungszeitpunkt des Mythos unerklärbar und rätselhaft erscheint. Der Mythos ist der Versuch, dem Rätsel auf narrative Weise eine sinnhafte Struktur zu verleihen. Zerbricht der politisch-soziale Zusammenhang, dem der Mythos Ausdruck verleiht, kommt es zu einer Krise des Mythos und zur „Zerstörung der Symbole des Heiligen“. Der Mythos, der das Unerklärliche erzählen wollte, erscheint nun selbst als einer – vermittels einer Relektüre zu leistenden – Erklärung bedürftig.
Vor diesem Hintergrund schlug Croatto auch eine neue biblische Hermeneutik vor. Anstatt einer Suche nach dem ursprünglichen Sitz im Leben eines Textes geht diese von der „Interpretation als Sinnproduktion“ aus. Der Sinn eines Textes ist nicht ursprünglich vorhanden und auffindbar, sondern dieser wird durch einen konstanten, von den Interpreten des Textes durchgeführten Prozess der Relektüre erst produziert. Die Niederschrift eines Textes bedeutet den „Tod“ seines Autors, denn die Niederschrift ermöglicht die Aneignung des Textes durch seine Interpreten, die ihm einen nicht mit der Absicht des Autors übereinstimmenden (oder sich konfliktiv zur Absicht des Autors verhaltenden) Sinn einschreiben. Jede Relektüre versucht den Sinn des Textes festzuschreiben, was aufgrund der prinzipiellen Deutungsoffenheit des Textes allerdings nie ganz gelingt (oder zum Fundamentalismus führt). Historisch-kritische Methoden werden durch diese Hermeneutik nicht ausgeschlossen, erschließen laut Croatto allerdings nicht den Text selbst, sondern dass, was „archäologisch“ vor dem Text in seiner Endgestalt liegt.
Croatto verfasste unter anderem Kommentare zu den Büchern Genesis und Jesaja. Eine Schülerin Croattos war Marcella Althaus-Reid.

## Veröffentlichungen (Auswahl)
- Befreiung und Freiheit. Biblische Hermeneutik für die „Theologie der Befreiung“. In: Hans-Jürgen Prien (Hrsg.): Lateinamerika. Gesellschaft – Kirche – Theologie, Band 2: Der Streit um die Theologie der Befreiung. Vandenhoeck & Ruprecht, Göttingen 1981, ISBN 3-525-55383-8, S. 40–60 (Niederschrift eines im September 1978 im Ökumenischen Institut Bossey gehaltenen Referats, das die Grundgedanken von J. Severino Croatto: Liberación y libertad. Pautas hermenéuticas. 2. Auflage. Centro de estudios y publicaciones, Lima 1978 wiedergibt).
- Die Bibel gehört den Armen. Perspektiven einer befreiungstheologischen Hermeneutik. Kaiser, München 1989; ISBN 3-459-01760-0 (Ökumenische Existenz heute. Band 5).
- Die Zerstörung der Symbole der Unterdrückten. In: Erhard S. Gerstenberger, Ulrich Schoenborn (Hrsg.): Hermeneutik – sozialgeschichtlich. Kontextualität in den Bibelwissenschaften aus der Sicht (latein)amerikanischer und europäischer Exegetinnen  und Exegeten. Lit-Verlag, Münster 1999, ISBN 3-8258-3139-6, S. 185–198 (Exegese in unserer Zeit. Band 1).
- Die Sexualität der Gottheit. Reflexionen über die Rede von Gott. In: Freddy Dutz, Bärbel Fünfsinn, Sabine Plonz (Hrsg.): Wir tragen die Farben der Erde. Neue theologische Beiträge aus Lateinamerika. EMW, Hamburg 2004, S. 88–104.